# 박스그로브맨

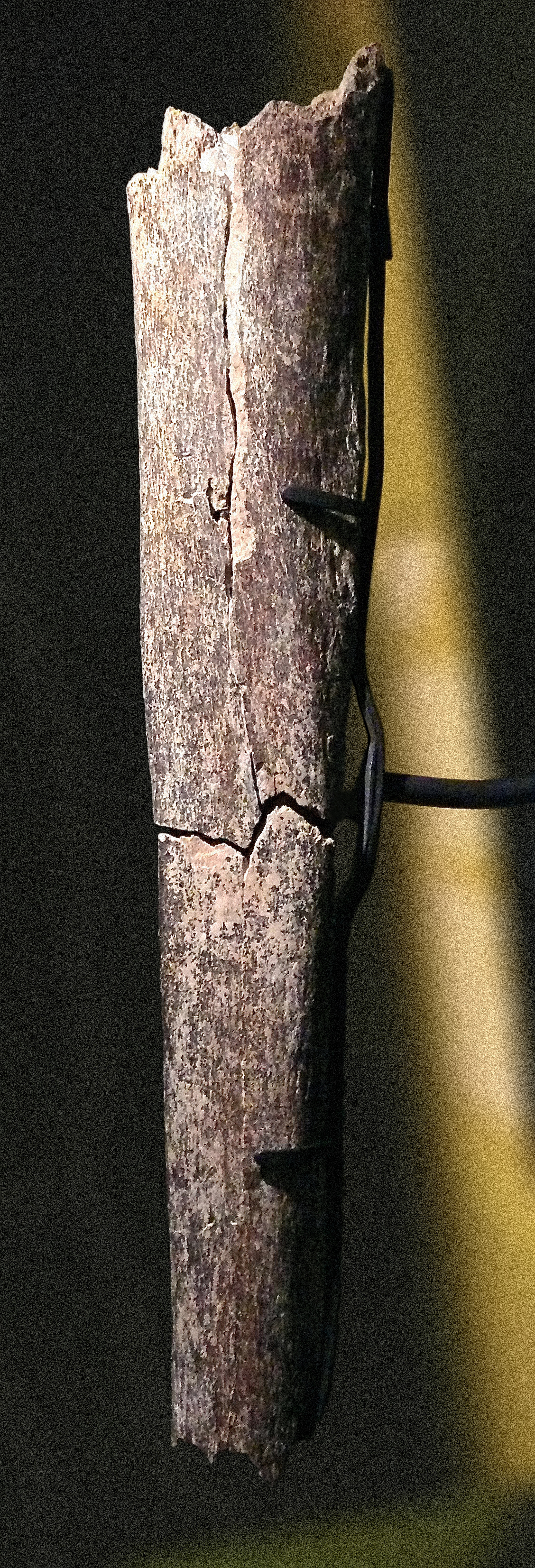
박스그로브맨의 정강뼈

박스그로브맨(Boxgrove Man)은 하이델베르크인에 속하는 약 50만 년전의 인류 화석이다. 화석은 1993년 브리튼섬 남해안인 서식스 서부의 박스그로브 마을 인근에서 발견되었다.  고고학자 마크 로버트와 그가 속한 런던컬리지 대학교 고고학연구소는 이 지역에서 정강뼈 두 개와 치아 두 개를 발견하였다. 그러나 그 외의 다른 신체 부위가 없어 알 수 있는 정보가 거의 없다. 화석은 40세 정도였으며 키 1.8 m, 무게 약 89 kg으로 추정되며 성별은 확실하지 않다. 박스그로브맨은 영국에서 발견된 가장 오래된 화석 인류로 여겨진다.

## 박스그로브맨의 삶
박스그로브맨이 살았던 시기는 약 50만년 전으로 플라이스토세의 중기인 지바절에 해당한다. 발견된 정강이뼈가 매우 단단하여 확실치 않지만 남자였을 것으로 여겨지며 키는 180 cm 정도로 추정된다. 몸무게는 89 kg 정도로 네안데르탈인과 비슷한 체형을 보인다. 화석이 발견된 곳에서 아슐 문화 양식을 보이는 수백개의 석기가 함께 발견되어 당시 인류가 석기를 이용한 수렵 채집을 하였다는 것이 분명히 드러난다. 치아에는 턱 사이에 무언가를 넣고 잘라내기를 반복하여 생긴 흠집이 있다.

## 발굴지의 생태 흔적
박스그로브맨이 발견된 현장에는 현재 멸종된 코뿔소, 곰, 들쥐류의 흔적이 함께 발견되었다. 아마도 박스그로브맨이 석기를 사용하여 이들을 사냥한 것으로 보인다. 발견된 동물들은 인위적으로 죽임을 당한 것이 분명한 흔적을 보이고 있지만 박스그로브맨이 직접 이것들을 사냥하거나 도살하였다는 증거는 없다. 박스글로브맨의 정강뼈에서도 다른 사람의 이빨자국이 발견되기 때문이다. 이는 하이델베르크인이 식인 풍습을 지녔다는 증거이지만, 당시 인류의 식인 풍습을 단순히 고기를 얻기 위한 동족 살해로 연결시킬 수는 없다. 오늘날에도 식인 풍습은 여러 문화에서 다양한 이유로 행하여 지는데 일반적으로는 장례 의식의 일부로 이루어진다.